# Asadabad
Asadabad o Asad Abad (en persa: افغانستان) es una ciudad de Afganistán, capital de la provincia de Kunar. Ubicada en las cercanías del río Kunar.
Asadabad ha sido el escenario de numerosos incidentes desde que la Guerra de 2001 comenzó. Las fuerzas estadounidenses establecieron allí un equipo de reconstrucción provincial en febrero del 2004.
Debido a su proximidad con la frontera de Pakistán, Asadabad negocia con gran cantidad de mercancías destinadas a otros lugares. El paso Mara-Wara que se extiende por el noreste de Asadabad, es uno de los principales lugares de cruce de la región, con fuerzas militares de cada país custodiando sus respectivos intereses.
Los residentes del distrito no se consideran a sí mismos afganos o pakistaníes, se consideran como pastunes ante todo, incluso claman que conforman su propio país, Pashtunistán. El pashtu es el dialecto local de ambos lados de la frontera.
- Datos: Q685808
- Multimedia: Asadabad, Afghanistan / Q685808